# Wiktor Ratka
Wiktor Ratka, Victor Ratka (ur. 27 listopada 1895 w Łaziskach Górnych, zm. 5 kwietnia 1966 w Heitersheim) – polski i niemiecki lekarz psychiatra, od 1934 dyrektor Zakładu Psychiatrycznego w Dziekance, konsultant medyczny Akcji T4.

## Życiorys
Jego rodzicami byli górnik Franz Ratka i Marie Tudzierz. Od 1918 do 1921 studiował medycynę na Uniwersytecie Albrechta i Ludwika we Fryburgu. Tytuł doktora medycyny otrzymał w 1922 roku na podstawie rozprawy Ueber syphilogene Nervenerkrankungen bei Konjugalen. W 1928 roku został ordynatorem szpitala w Lublińcu. Od sierpnia 1934, po śmierci Aleksandra Piotrowskiego, był dyrektorem Szpitala w Dziekance. Pod niemiecką okupacją pozostał na stanowisku, ponieważ zadeklarował niemiecką narodowość i realizował politykę niemieckich okupantów. Od września 1941 roku był konsultantem medycznym programu T4. Osobiście wskazywał pacjentów szpitala przeznaczonych do uśmiercenia (eutanazji). We wrześniu 1940 roku wstąpił do SA, a w październiku 1943 został członkiem NSDAP. Zmarł w 1966 roku, nie został osądzony za udział w eksterminacji chorych psychicznie.
14 kwietnia 1923 roku ożenił się z pochodzącą z Kassel Heleną Henze.